# Personaggi di Slayers

I personaggi principali in Slayers Next.
In primo piano da sinistra: Amelia, Zelgadis, Lina, Gourry, Sylphiel e Martina. In secondo piano da destra Xellos e Garv

Il seguente è un elenco dei personaggi più importanti della serie di anime e manga Slayers. 

## Protagonisti
Lina Inverse (リナ＝インバース?, Rina Inbāsu, Rina Inverse nelle edizioni italiane Mediaset e Yamato Video)
Doppiata da: Megumi Hayashibara (ed. giapponese), Emanuela Pacotto (Mediaset e Yamato Video), Federica De Bortoli (Shin Vision) (ed. italiana)
Lina è la protagonista della serie, infatti la troviamo nei manga, nei romanzi e nell'anime. All'inizio della storia ha circa 15 anni e viaggia da sola alla scoperta del mondo. Pensa solo a se stessa e al proprio tornaconto ma poi per un motivo o per un altro, si ritrova a compiere opere di bene. Irascibile, permalosa, presuntuosa ma possiede anche un animo sensibile anche se nasconde sempre questo lato. Nel corso della serie incontra il cavaliere Gourry Gabriev, che corre in suo soccorso, credendola una damigella indifesa. A partire da quel punto la segue in tutte le sue avventure. Lina inizialmente spera di potergli sottrarre la spada di luce, ma successivamente tra i due nascerà un forte legame prima di amicizia e alla fine di amore. Il suo potere più potente è il Fulmine Rosso ma ha un limite: quando la ragazza ha il ciclo non può usarlo (cosa che nell'edizione italiana dell'anime fu censurata).
Gourry Gabriev (ガウリイ＝ガブリエフ?, Gaurī Gaburiefu, Guido nell'edizione italiana Mediaset)
Doppiato da: Yasunori Matsumoto (ed. giapponese), Diego Sabre (Mediaset), Riccardo Niseem Onorato (Shin Vision) (ed. italiana)
Gabriev è un mercenario e abilissimo spadaccino che all'inizio della serie televisiva ha circa 20 anni. Incontra Lina nella prima puntata dell'anime, salvandola da una banda di briganti, non sapendo che la donna era capace di difendersi da sola. Successivamente si accorgerà che la ragazza non è per niente una povera bambina come credeva, deciderà ugualmente di accompagnarla nelle sue avventure come guardia del corpo non retribuita. Alla fine della seconda serie dell'anime si vedrà nascere qualcosa che sembra amore fra i due.
Zelgadis Greywords (ゼルガディス＝グレイワーズ?, Zerugadisu Gureiwāzu)
Doppiato da: Hikaru Midorikawa (ed. giapponese), Claudio Moneta (Mediaset), Massimiliano Manfredi (Shin Vision), Gianluca Iacono (Mediaset, Slayers Evolution-R) (ed. italiana)
Zelgadis, soprannominato nel doppiaggio Mediaset Zel, è un mago mercenario, abile con la magia sciamanica, che inizialmente oppone Lina nella serie TV, ma che successivamente ne diventa un compagno di viaggio. È una chimera, un misto di golem, brau-demon e uomo. Nel corso della prima serie, quando scoprirà le vere intenzioni del suo parente, si unirà a Lina e Gourry diventando un loro amico. A causa della sua natura quieta ed asociale, tende ad essere un enigma per i suoi camerati. Da ragazzo venne trasformato da Rezo, il Chierico Rosso (nonno o bisnonno dello stesso Zelgadis), in una chimera: un terzo golem, un terzo umano e la parte rimanente un demone. Il terzo di golem lo tramutò in pietra e nessuna spada tranne la Spada di Luce può ferirlo, rendendolo quasi inarrestabile in uno scontro fisico. Il terzo di demone gli permette di correre più veloce dell'occhio umano e gli conferisce grandi poteri di magia Sciamanica. Il terzo umano è semplicemente quanto resta del vecchio Zelgadis prima che Rezo lo trasformasse. Come visto nell'episodio 8 dell'anime, la trasformazione di Rezo ha fatto sì che quando gli venisse ordinato, il ragazzo avrebbe ubbidito a tutti i suoi ordini. Zelgadis viaggia con Lina perché desidera che lei trovi un incantesimo che possa renderlo di nuovo umano. Nonostante le incredibili capacità sovrumane che la sua trasformazione gli ha donato, egli la considera come una maledizione e non desidera nient'altro che liberarsene e tornare ad una vita normale. Pare che Amelia abbia una cotta per lui e Zelgadis potrebbe provare dei sentimenti simili, sebbene rifiuti di ammetterlo anche a se stesso. Zelgadis è specializzato in magia Sciamanica, che trae il suo potere dal piano astrale o spirituale. I suoi incantesimi elementali sono formidabili ed includono lo Stone Spiker ed il suo asso nella manica, il potente Ra-Tilt. Sebbene non sia esperto di magia quanto Lina, la combinazione di forza fisica e magia rende Zelgadis uno dei più temibili guerrieri mortali.
Amelia Wil Tesla Saillune (アメリア＝ウィル＝テスラ＝セイルーン?, Ameria Wiru Tesura Seirūn)
Doppiata da: Masami Suzuki (ed. giapponese), Federica Valenti (Mediaset), Domitilla D'Amico (Shin Vision) (ed. italiana)
Amelia è una chierica, abile con le magie di guarigione ma è anche la principessa di Seyruun. Come suo padre ama la giustizia ma è estremamente goffa, fin dalla prima serie si unisce a Lina e agli altri. Durante il corso della serie sembra essere attratta da Zelgadis. Amelia vuole combattere a tutti i costi il crimine e cerca di rendersi sempre utile nei confronti del prossimo cercando di effettuare delle spettacolari entrate in scena degne di un eroe mascherato, ma finisce sempre per inciampare e creare di conseguenza delle gag. Inizialmente pare essere una piccola ragazzina ingenua che non riesce a distinguere i buoni dai cattivi. Lina spesso è tremendamente seccata dall'ingenuità della ragazza, così come la sua voglia di imparare a tutti i costi il Dragon Slave, i suoi errori involontari e ancora di più il fatto che il petto di Amelia sia molto più sviluppato del suo, nonostante la sua più giovane età. La maggior parte delle lezioni di Amelia in fatto giustizia provengono da suo padre il principe Philionel of Seyruun, il "pacifista terminale", armato con una grande varietà di attacchi dai nomi ossimorici, ma molto efficaci e che inizialmente viene scambiato da Lina per un bandito. Dopo l'omicidio della madre Amelia ha giurato di non usare più lame, ma una volta ha usato la Spada della Luce per incanalare il Ra-Tilt. In un'intervista svolta a Hajime Kanzaka, l'autore della serie, questi ha confermato come il personaggio di Naga sia in realtà la principessa Garcia, sorella maggiore di Amelia e principessa ereditaria del regno di Seilune.

## Antagonisti
Shabranigdu (赤眼の魔王（ルビーアイ）シャブラニグドゥ?, Rubī Ai Shaburanigudu, Sabranivoodoo nell'edizione italiana Mediaset)
Doppiato da: Daisuke Gōri (ed. giapponese), Mario Zucca (Mediaset), Mario Bombardieri (Shin Vision), Vittorio Bestoso (Mediaset, Slayers Evolution-R) (ed. italiana)
Il nemico finale della prima serie, risiedeva nel corpo di Rezo, corrompendogli l'anima. Quando si rivela assume le sembianze di un grande demone, Lina per riuscire a sconfiggerlo utilizza molta energia vitale: infatti alla fine dello scontro i suoi capelli appariranno bianchi. Detto anche Occhi di Rubino o Occhi di Fuoco per i suoi occhi rossi, Shabraingdu è il capo supremo dei Mazoku, diviso in sette parti dalla sua contro-parte buona Ceifeed (Oceano in Italia), ognuna di queste parti venne sigillata nei corpi di altrettanti esseri umani, così che lungo le generazioni venissero depurate dal male. Tuttavia, spesso una di queste parti si risveglia per portare caos e distruzione, la più famosa delle quali è quella sigillata nel prete rosso Rezo, ma mille anni prima di essa si era risvegliata quella sigillata in Lei Magnus, ed in seguito intrappolata nei ghiacci del nord. Come tutti i membri della sua specie non è una creatura materiale, ma astrale tuttavia può creare un'apparenza fisica, e quando una delle sue parti si risveglia prende possesso del corpo ospite, facendolo mutare in un essere demoniaco. È il creatore dei cinque Dark Lords (o Demoni Superiori) e da lui deriva la forza dell'incantesimo Dragon Slave (o Fulmine Rosso), il più potente incantesimo della magia nera.
Rezo il Prete Rosso (赤法師レゾ?, Aka Hōshi Rezo, Zeno il Monaco Rosso nell'edizione italiana Mediaset, Rezo il Chierico Rosso in quella Shin Vision)
Doppiato da: Takehito Koyasu (ed. giapponese), Gianfranco Gamba (Mediaset), Francesco Prando (Shin Vision), Matteo Zanotti (Mediaset, Slayers Revolution e Slayers Evolution-R) (ed. italiana)
Detto anche il Prete Rosso (Monaco Rosso nel doppiaggio Mediaset e Chierico Rosso in quello Shin Vision), Rezo è parente di Zelgadis, è stato lui a ridurlo in tali condizioni. Al suo seguito si raduneranno diversi seguaci. In passato è stato considerato alla stregua di un santo, è uno dei cinque grandi saggi del loro mondo. Nel corso della serie lo si vede utilizzare magie molto potenti senza il minimo sforzo. Cieco dalla nascita, cominciò a studiare la Magia Bianca per trovare un modo di guarire i propri occhi, ma per quanto riuscisse a restituire la vista agli altri, non riusciva a guarire se stesso. A differenza degli altri saggi dell'epoca, viaggiava per i villaggi e le città guarendo personalmente chiunque gli si presentasse, diventando molto amato e conosciuto. Non ottenendo successo con la Magia Bianca, si dedicò alla Magia Nera e infine alla Magia Sciamanica, diventando molto potente, ma non riuscì a cambiare la sua situazione: a sua insaputa, almeno inizialmente, dietro ai suoi occhi era sigillata una delle sette parti del Gran Demone Shabranigdu. Lentamente il demone sigillato nel suo corpo riuscì a portarlo verso il male: non viaggiava più ormai da tempo e, facendo leva sulla fiducia di suo nipote Zelgadis Greywords, che gli aveva chiesto di renderlo più forte, lo trasformò in una chimera, mettendolo al suo servizio e rendendolo sempre rintracciabile. Come ultima speranza di ottenere la vista, si mise alla ricerca della pietra filosofale, racchiusa in una statuetta di Orialchon che era giunta nelle mani inconsapevoli di Lina Inverse. Aiutato da vari personaggi tra cui Zelgadis, che in seguito lo tradì per vendicarsi di ciò che gli aveva fatto, riuscì ad ottenere la pietra e inghiottendola finalmente fu in grado di vedere il mondo, ma allo stesso tempo rischiò di distruggerlo, in quanto il frammento del Gran Demone si era risvegliato in lui, prendendo il sopravvento. In un ultimo sforzo di volontà riuscì a bloccare l'attacco del demone contro Lina, che così riuscì a sconfiggerlo ricorrendo ad un incantesimo, il Giga Slave, che trae il suo potere dall'entità più potente del mondo di Slayers, il Signore degli Incubi. In seguito si presenta un clone identico a lui nell'aspetto, creato dalla sua allieva Ellis.
Ellis (エリシエル?, Erishieru)
Doppiata da: Etsuko Ishikawa (ed. giapponese), Maddalena Vadacca (Mediaset), Cinzia Villari (Shin Vision) (ed. italiana)
L'allieva di Rezo, innamorata di lui. Conosce i suoi segreti e lo difenderà fino a quando verrà uccisa proprio da colui che ama.
Zangulus (ザングルス?, Zangurusu, Zanglus nell'edizione italiana Mediaset, Zangrus in quella Shin Vision)
Doppiato da: Bin Shimada (ed. giapponese), Federico Danti (Mediaset), Gaetano Varcasia (Shin Vision) (ed. italiana)
L'allievo di Rezo, che utilizza una spada che emette bagliori distruttivi, combatterà più volte contro Gourry.
Vrumugun (ヴルムグン?, Vurumugun, Vulgun nell'edizione italiana Mediaset)
Doppiato da: Hiroshi Yanaka (ed. giapponese), Pino Pirovano (Mediaset), Francesco Venditti (Shin Vision) (ed. italiana)
Esperto mago con cui si sono fatti esperimenti di clonazione.
Dilgear (ディルギア?, Dirugia, Delgiar nell'edizione italiana Mediaset)
Doppiato da: Hirohiko Kakegawa (ed. giapponese), Mario Scarabelli (Mediaset), Pasquale Anselmo (Shin Vision) (ed. italiana)
Un uomo lupo-troll che oltre ad una forza animalesca ha in sé i poteri della rigenerazione
Xellos (ゼロス?, Zerosu, Zeross nell'edizione italiana Mediaset)
Doppiato da: Akira Ishida (ed. giapponese), Simone D'Andrea (ed. italiana)
Un Mazoku di alto livello, dell'età di 1000 anni circa; ha aiutato Hellmaster Phibrizzo (Il Principe degli Inferi) nei suoi diabolici piani. Il suo vero superiore è Zellas-Metallium, uno dei 5 Dark Lords creati da Shabranigdu. Il suo carattere tradisce la sua natura di demone, infatti per lui è normale tradire i compagni per ottenere ciò che desidera. Accompagna Lina e gli altri ma soltanto perché così riesce più facilmente nei suoi scopi. Nella seconda serie si scopre che è stato lui l'artefice della quasi estinzione della razza dei draghi d'oro.
Hellmaster Phibrizzo (冥王フィブリゾ?, Herumasutā Fiburizo, Fibrizio, il Principe degli Inferi nell'edizione italiana Mediaset)
Doppiato da: Kazue Ikura (ed. giapponese), Davide Garbolino (Slayers Next), Renato Novara (Slayers Evolution-R) (ed. italiana)
Appare sotto forma di un bambino nella seconda serie. In realtà tale essere è nientemeno che il Principe degli Inferi, il più potente dei 5 Demoni Dark Lords creati da Shabranigdu, lo vediamo inizialmente prestare soccorso a Martina in seguito uccidere Garv, un potente demone, con il solo schiocco delle dita. Senza cuore, spietato, proprio per colpa della sua giovane età Mediaset decise di censurare gli ultimi episodi della serie. Sapendo che gli esseri umani si fidano troppo delle apparenze decide di trasformarsi e assumere l'aspetto di un bambino. Martina è il primo personaggio che lo incontra e subito si fida di lui, convinta anche dalle sue finte buone parole e azioni. Ucciderà Garv facilmente, un nemico che invece Lina e compagni avevano faticato a sconfiggere, contro di lui i suoi avversari non potranno nulla diventando tutti suoi prigionieri. Lina, l'unica rimasta libera lo affronta invocando un potere ancora superiore al grande demone Shabranigdu, quello del Re Degli Incubi, una magia proibita, con la quale rischia di distruggere il mondo intero. Il piano di Phibrizzo era proprio quello di costringere Lina a invocare il Re degli Incubi, per poi distruggere il suo corpo e scatenare l'apocalisse. Il Principe degli Inferi però non aveva tenuto conto che il Re degli Incubi forse non intendesse affatto distruggere il mondo: credendo che questo dipendesse da Lina, Phibrizzo attaccò il più potente essere esistente, che impiegò pochi istanti a cancellarlo dal mondo.
Halshifom (ハルシフォム?, Harushifomu, Halcyform nell'edizione italiana Mediaset)
Doppiato da: Kazuhiro Nakata (ed. giapponese), Federico Danti (ed. italiana)
Un medico immortale che desidera riportare in vita la propria amata, per riuscirci stringerà un patto con l'assistente di Garv.
Garv (魔竜王ガーヴ?, Kaosu Doragon Gāvu)
Doppiato da: Jōji Nakata (ed. giapponese), Federico Danti (ed. italiana)
Dai capelli rossi fluenti, è un demone che ostacola Lina e gli altri componenti nella seconda serie. Agisce senza il consenso dei suoi superiori e per questo dopo essere stato quasi sconfitto viene da loro ucciso.
Valgarv (ヴァルガーヴ?, Varugāvu)
Doppiato da: Wataru Takagi (ed. giapponese), Patrizio Prata (ed. italiana)
Il nemico della terza serie. Allievo di Garv, affronta Xellos più volte, odia il mondo e desidera la sua distruzione. Fra tutti i personaggi delle varie serie rimane il più tormentato. Originariamente il suo nome era Valtier ed è nato da una razza antica che i draghi d'oro hanno sterminato (i Draghi Perduti). Sopravvissuto a stento fuggendo dai suoi inseguitori, viene trovato da Garv il Demone Drago, di cui si mette al servizio diventando in parte demone, segno di ciò è il corno che ha in mezzo alla testa. Valgarv cresce, e durante la seconda serie il suo maestro viene ucciso da Hellmaster Phibrizzo. Nel corso della terza serie affronta più volte Lina Inverse, ma anche Xellos, vecchio servitore di Phibrizzo. I suoi compagni vengono sconfitti l'uno dopo l'altro fino a quando sembra venire divorato da un'entità estranea al mondo che ha soltanto un desiderio, distruggere ogni cosa. Tale pensiero si unisce all'odio di Valgarv che in qualche modo riesce a controllare il mostro. Lina in battaglia unisce i poteri di tutti i suoi amici (compresi quelli di Xellos) per contrastarlo e una volta sconfitto, per magia diventa nuovamente un infante e viene accolto da un drago d'oro che non sapeva nulla delle atrocità commesse dal suo popolo: Filia Ul Copt. Lina stessa pensa che il desiderio di Valgrav non fosse tanto quello di distruggere il mondo ma liberarsi delle catene che lo incatenavano ad esso.
Jiras (ジラス?, Jirasu, Ziras nell'edizione italiana Mediaset)
Doppiato da: Takumi Yamazaki (ed. giapponese), Gianfranco Gamba (ed. italiana)
Al contrario di Vargarv, con cui ha una profonda amicizia, è uno dei personaggi più comici della serie, una volpe parlante con un occhio bendato.
Armace (アルメイス?, Arumeisu, Armeice nell'edizione italiana Mediaset)
Doppiato da: Chafūrin (ed. giapponese), Mario Zucca (ed. italiana)
Un altro compagno di Valgarv, non appartiene a questo mondo, combatte per fermare l'avanzata del grande demone.

## Altri
Philionel di Seyruun (フィリオネル＝エル＝ディ＝セイルーン ?, Firioneru Eru Di Seirūn, Filiberto nell'edizione italiana Mediaset)
Doppiato da: Masahiro Anzai (ed. giapponese), Pietro Ubaldi (Mediaset), Vittorio Di Prima (Shin Vision) (ed. italiana)
Il padre di Amelia, Lina credeva fosse un bellissimo principe ma al vederlo rimane delusa. Riesce ad affrontare mostri con la sola forza bruta, incapace di utilizzare le magie, nel corso della seconda serie si crederà morto.
Martina Zoana Mel Navratilova (マルチナ＝ゾアナ＝メル＝ナブラチロワ?, Maruchina Zoana Meru Naburachirowa)
Doppiata da: Tomoko Ishimura (ed. giapponese), Alessandra Karpoff (ed. italiana)
Principessa di un regno il suo castello verrà distrutto nel corso del primo episodio della seconda serie. Da quel momento cerca in tutti i modi di prendersi una rivincita su Lina e compagni diventando protagonista di numerose gag. Compare soltanto nella seconda serie, anche se è stato un personaggio inventato che non appare nel manga, i suoi capelli a rullino verticale li ha voluti lo stesso autore. Il nome deriva probabilmente da quello della tennista Martina Navrátilová.
Sylphiel Nels Lahda (シルフィール＝ネルス＝ラーダ?, Shirufīru Nerusu Rāda, Silfiel nell'edizione italiana Mediaset)
Doppiata da: Yumi Tōma (ed. giapponese), Debora Magnaghi (Mediaset), Francesca Manicone (Shin Vision) (ed. italiana)
Giovane chierica che, incontrando Lina ed i suoi compagni, si infatua di Gourry, che però non si accorge dei suoi sentimenti. È debole nelle arti magiche, fatta eccezione per gli incantesimi di guarigione, ma a causa della sua professione ha studiato estensivamente la magia bianca e può lanciare versioni spaventosamente potenti di Recovery. Sorprendentemente riesce anche ad apprendere l'incantesimo distintivo di Lina, il Dragon Slave. Si unisce al gruppo alla fine della prima serie e nuovamente alla fine della seconda serie.
Filia Ul Copt (フィリア＝ウル＝コプト?, Firia Uru Koputo)
Doppiata da: Hōko Kuwashima (ed. giapponese), Debora Magnaghi (ed. italiana)
Sacerdotessa del Fire Dragon King. Essendo un Ryūzoku (in particolare un drago dorato) appartenente agli Shinzoku, il suo vero aspetto è quello di una draghetta con un fiocco rosa annodato sulla coda, ma normalmente assume un aspetto umano. Ha un enorme senso dell'onore e di fedeltà al suo tempio. Porta con sé una grande mazza da guerra infilata nella sua giarrettiera che affettuosamente soprannominata Mace-sama (Mace è "mazza" in inglese, "sama" è un onorifico giapponese usato per i propri superiori di grado).Litiga in continuazione con Xellos, chiamandolo "Namagomi" (letteralmente "spazzatura fresca" in giapponese).Pare avere una grande passione per i vasi. Appare in Slayers Try.
Naga the White Serpent (白蛇のナーガ?, Sāpento no Nāga, Naga del Serpente nell'edizione italiana Yamato Video)
Doppiata da: Maria Kawamura (ed. giapponese), Marcella Silvestri (film e OAV), Jenny De Cesarei (Slayers Evolution-R) (ed. italiana)
Una maga che accompagna Lina nei film e negli OAV. Viene spesso implicato che sia la sorella perduta da lungo tempo di Amelia (Gracia Ul Naga Saillune). Lo stesso Kanzaka ha poi confermato la veridicità di questa tesi. Naga è un'amica/avversaria di Lina Inverse durante le sue prime avventure, alle volte è la sua partner ed altrettante volte la sua nemica. Sebbene Naga come maga sia abile quanto Lina, la sua arroganza e la sua totale mancanza di buon senso la portano spesso al disastro.
Mazoku (魔族? Demoni nell'edizione italiana Mediaset)
I mazoku sono delle creature dedite al male, che si nutrono dei sentimenti negativi degli esseri umani (come odio, paura, rabbia). Pertanto, tentano in ogni modo di favorire e preservare questi sentimenti, instillando il male nella società o semplicemente attaccando ed uccidendo gli esseri umani. La loro controparte è rappresentata dagli Shinzoku, che nell'universo della serie, prendono la forma di draghi, e vengono dunque definiti ryūzoku. I mazoku rappresentano la creazione del male operato dal dio superiore dei quattro universi, ovvero il Signore degli Incubi. Essi si nutrono di energia negativa emesso dalle creature senzienti, e per questo tentano in ogni modo di far scaturire il più possibile i sentimenti che la provocano, ovvero i sentimenti negativi tipici degli esseri umani, come per esempio la paura, l'odio. Per farlo, le alte schiere demoniache utilizzano metodi sottili e subdoli, come la manipolazione dei regnanti al fine di far intraprendere guerre e battaglie; demoni di livello più basso, invece, preferiscono uccidere, saccheggiare e spaventare direttamente gli esseri umani. Come la loro controparte buona, i demoni sono costituiti principalmente di un corpo astrale, e non di un vero e proprio corpo materiale: per questo motivo, su di loro la maggior parte degli incantesimi fisici e materiali non hanno effetto. Inoltre, la magia nera non ha effetto su di loro, avendo le sue radici nel male, a meno che colui che scaglia l'incantesimo non sia un demone superiore a colui che riceve. I demoni di livello più alto, in virtù dei loro poteri, possono anche contare sulla manifestazione, sul piano fisico, di un corpo che può sembrare materiale, ma che in realtà è solo una proiezione: per distruggerli, bisogna fare sempre ricorso ad incantesimi di magia divina e magia astrale, che attacchi il piano astrale. I mazoku sono suddivisi in una rigida gerarchia dove il capo di tutti i demoni è Shabranigdu, ma durante la prima guerra contro la sua controparte buona Ceifeed il Dio Drago Oceano, egli venne tagliato in sette parti distinte, ed ognuna di queste parti venne sigillata nei corpi di altrettanti esseri umani, così che lungo le generazioni venissero depurate dal male. Ogni tanto, però, una di queste sette parti si risveglia, e prende il controllo del corpo ospite. Per farsi aiutare nei propri intenti malvagi, il Gran Demone Shabranigdu creò quattro demoni detti Demoni Superiori, o Dark Lords, demoni dotati di grandissimo potere, ed inferiori solo a Shabranigdu. Essi sono Phibrizzo, Zellas Metallium, Deep Sea Dolphin e Dynast Grawsheller. Alle dipendenze dirette dei Dark Lords o dei loro diretti sottoposti ci sono i demoni di livello intermedio e basso. I demoni di livello intermedio, dalla forme più svariate, sono dotati di diversi poteri, nemmeno paragonabili ai demoni sopra citati. I demoni di livello basso, infine, raggruppano tutti i restanti demoni, come i Lesser Demons, ovvero i demoni creati da un'anima demoniaca posta in un animale. Variano in potenza, ed i più deboli, privi di potere, possono contare spesso solo sulla propria forza fisica.
Shinzoku (神族? Draghi o Potenze del Bene nell'edizione italiana Mediaset)
Gli shinzoku sono delle divinità che rappresentano le forze del bene, contrapposte ai mazoku che invece simboleggiano il male. Gli shinzoku assumono la forma di draghi, e vengono dunque definiti Ryūzoku (竜族?). Nel doppiaggio italiano dell'anime tali creature non vengono mai chiamate dei, ma ci si riferisce a loro come draghi oppure come Potenze del Bene. Essi rappresentano la creazione del bene operato dal dio superiore dei quattro universi, ovvero il Signore degli Incubi che è madre di tutte le creature dell'universo, sia buone che cattive. Essi si nutrono di energie e pensieri positivi, come la fede, la speranza, l'amore, l'amicizia emessi dalle creature che seguono la via del bene, tutti sentimenti che facilmente possono venire a mancare. Gli shinzoku, a differenza dei mazoku, non compaiono quasi mai nel corso della serie: se le persone incontrassero i Re Draghi, infatti, e se esaudissero i desideri e le preghiere degli esseri umani, questi smetterebbero di credervi sinceramente impegnandosi con le proprie forze per perseguire la via del Bene, e comincerebbero a farlo per convenienza, senza fede e fiducia, fonte vitale per tutti gli shinzoku. Per questo motivo essi, a differenza dei demoni, non si presentano quasi mai di persona nel mondo ed agiscono attraverso oracoli e sudditi che li rappresentano. Al loro servizio, a differenza dei mazoku, non c'è una schiera di esseri da loro creati, ma creature che di loro natura hanno deciso di seguire la loro strada, come la stirpe dei draghi, gli elfi e gli esseri umani diventando monaci, preti o chierici. L'obiettivo degli dei è quello della conservazione dell'universo in uno stato di pace, al contrario dei demoni che ambiscono alla distruzione del mondo per poter arrivare al caos primordiale. I ryūzoku, come i loro contrapposti mazoku, sono costituiti principalmente da un corpo astrale, e non di un vero e proprio corpo materiale: per questo motivo, su di loro la maggior parte degli incantesimi fisici e materiali non hanno effetto. Il re di tutte le forze del bene è Ceifeed, chiamato anche Dio Drago Oceano o Drago del Fuoco, il quale ingaggiò 5000 anni prima dell'inizio della serie un terribile scontro con il re dei demoni Shabranigdu, dove riuscì a dividere il suo corpo in sette parti nascoste in diversi luoghi della Terra nel cuore degli esseri umani, nella speranza che col passare del tempo e delle reincarnazioni il male si purificasse fino a scomparire.